# Sword Art Online: Hollow Fragment
Sword Art Online: Hollow Fragment (ソードアート・オンライン ―ホロウ・フラグメント― Sōdo Āto Onrain: Horō Furagumento?) es uno de los videojuegos de la franquicia Sword Art Online, desarrollado por Bandai Namco Games para la consola PlayStation Vita y posteriormente una versión actualizada para PlayStation 4. Salió a la venta en Japón el 24 de abril de 2014, en formato digital el 19 de agosto de 2014 en Norteamérica y al día siguiente en Europa. La versión actualizada de este juego llamada Sword Art Online Re: Hollow Fragment fue lanzada el 4 de agosto de 2015 para PlayStation 4 vía PlayStation Network. Debido a la buena repercusión del juego una versión para PC será lanzada vía Steam el 23 de marzo de 2018. Es considerado junto a Sword Art Online: Infinity Moment como el primer juego de la cronología de los videojuegos.

## Sinopsis
El juego toma lugar a partir de los sucesos finales del Arco Aincrad. Narra una versión alternativa de la historia mostrada en el anime/novelas donde el juego Sword Art Online no finalizó después de la batalla de Kirito y Heathcliff en el piso 75. El 7 de noviembre del 2024 durante el duelo de Kirito y Heathcliff se produjo un error de forma misteriosa en el Cardinal System. Esto generó que el sistema pasara de modo jugador a modo administrador la cuenta de Heatcliff, ya que no podía solucionar el problema de manera automática. Así se desvaneció justo después de que Kirito le acertara un golpe letal y no logra matarlo, el juego no finaliza y los jugadores no pueden desconectarse. Así avanzan al piso 76 a la ciudad Arc Sophia en donde descubren que tienen que llegar al piso 100 para poder regresar al mundo real. El error generado dejó varias secuelas y siguió afectando a los jugadores ya que el Cardinal System se encontraba inestable y varios fallos continuaban ocurriendo en el juego. Los jugadores no podían retroceder a ninguno de los 75 pisos anteriores y muchos de sus objetos se perdieron o fueron alterados sus nombres. Kirito pierde varias de sus habilidades de Dual Skill, como el Starburst Stream, El Eclipse, entre otros. A su vez Yui logró volver a materializarse dejando se ser un objeto, lo cual alegro mucho a Kirito y Asuna. También la hermana de Kirito, Kirigaya Suguha, obtuvo un Nerve Gear e inicio sesión en SAO convirtiendo su cuenta de ALO y conservando su avatar de Leafa. Unos días después una grieta portal se abre en el cielo de Arc Sophia y una jugadora nueva cae siendo atajada por Kirito. Ella resultó ser Sinon quien fue transportada inconscientemente a Aincrad desde otro mundo virtual por culpa del error. Tiempo después, en diciembre de 2024 otro error se produjo el cual transporto a la fuerza a Kirito, el cual se encontraba explorando el calabozo del piso 76, a una zona que no pertenece a Aincrad conocida como Hollow Area. En este lugar se encontró con una joven llamada Philia, juntos se enfrentaron a Skull reaper y decidieron descubrir los secretos que ocultaba la Hollow Area para mejorar sus niveles y lograr finalizar los 100 pisos.

## Características
Dos juegos de SAO combinados
Este juego incluye una versión mejorada de Sword Art Online: Infinity Moment, lanzado originalmente solo en Japón para PlayStation Portable. Infinity Moment se beneficia de la potencia de la PlayStation Vita para ofrecer gráficos en alta definición.
Experiencia seudo MMORPG
Se pueden vivir experiencias como en el anime y aventuras como en un mundo MMO incluso en modo de un solo jugador. Los NPC en el juego actúan como jugadores reales para imitar la sensación de un verdadero MMO.
Sistema de combate dinámico
Jugabilidad con fuertes elementos de acción. Contacto directo con los monstruos y los personajes que permiten disfrutar de la aventura y la historia. Batallas con acciones llamativas, ataques rápidos y combos.
Creación del avatar
Posibilidad de personalizar al personaje a gusto.
Vista en primera persona
Capacidad de entrar en la vista en primera persona en cualquier momento del juego.
Modo ad hoc
El juego presenta un modo cooperativo ad hoc que permite formar un grupo de hasta ocho personajes (cuatro pueden ser jugadores).
Multijugador en línea (versión Re)

## Curiosidades
- La versión de PS4 cuenta con un final alternativo en el cual el jugador logra salvar a Strea antes de la batalla en el piso 100.
- Hollow Fragment es el segundo juego de la franquicia, pero al poseer la misma historia que Infinity Moment es considerado como el primer juego de la cronología de los videojuegos ya que el anterior ya no es tomado en cuenta para futuras entregas, siendo eliminado del canon.
- La portada normal del juego no posee ni a Strea ni a Philia siendo personajes exclusivos del mismo y de suma importancia para la trama.
- A casi 4 años después de su estreno en Japón, será lanzada una versión en Pc.

- Datos: Q16746048